# Mars voor Jezus

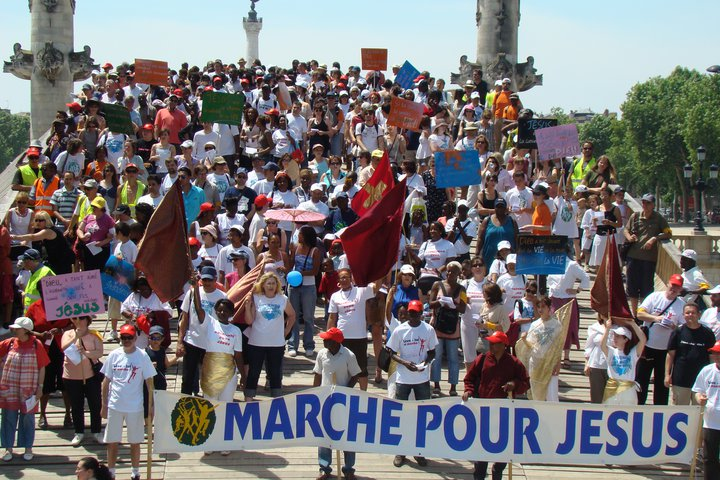
2011 in Bordeaux

De Mars voor Jezus is een christelijk concept dat in de jaren negentig verschillende keren werd uitgevoerd. Tijdens de Mars voor Jezus hielden de deelnemers een wandeling waarbij gebeden en gezongen werd. De deelnemers hebben meestal een evangelische achtergrond.  Het doel was om de eenheid onder christenen te tonen.
Het concept begon in 1987 in Londen op initiatief van Gerald Coates (betrokken bij Pioneer), Roger Foster (betrokken bij de kerkbeweging Ichthus) en Lynn Green (betrokken bij Jeugd met een Opdracht). Samen met zanger Graham Kendrick zorgde zij ervoor dat de Mars voor Jezus aanvankelijk verder uitgroeide in Groot-Brittannië, Europa en Noord-Amerika en later wereldwijd. In 1994 werd de Global March for Jesus gehouden waarbij wereldwijd christenen op dezelfde dag meeliepen in de mars. Dit gebeurde diverse malen. Bij de laatste Mars voor Jezus op 10 juni 2000 waren meer dan 60 miljoen mensen uit 180 landen betrokken. De organisatie hief zichzelf in 2000 op, maar het concept is blijven bestaan en in verschillende landen wordt nog met enige regelmaat een Mars voor Jezus gehouden.

## Mars voor Jezus in Nederland
De eerste Mars voor Jezus werd in 1992 gehouden in Nederland. Deze vond plaats in Amsterdam en trok 15.000 deelnemers. Later vonden marsen plaats in Den Haag, Rotterdam en Utrecht. De organisatie lag aanvankelijk in handen van Stichting Opwekking en later de Evangelische Omroep.
| Datum             | Plaats    | Organisator         | Aantal deelnemers |
| 23 mei 1992       | Amsterdam | Stichting Opwekking | 15.000            |
| 12 juni 1993      | Amsterdam | Stichting Opwekking | 20.000            |
| 25 september 1993 | Rotterdam | Lokaal initiatief   | 2.000             |
| 25 juni 1994      | Utrecht   | Evangelische Omroep | 25.000            |
| 24 juni 1994      | Utrecht   | Evangelische Omroep | 17.000            |
| 22 juni 1995      | Den Haag  | Evangelische Omroep | 8.000             |
| 20 juni 1995      | Amsterdam | Evangelische Omroep | 8.000             |